# جيمس روبرتسون (لاعب كريكت)
جيمس روبرتسون (بالإنجليزية: James Robertson)‏ (10 نوفمبر 1850 في المملكة المتحدة - 21 مارس 1927) هو لاعب كريكت بريطاني (وحمل سابقاً جنسية المملكة المتحدة لبريطانيا العظمى وأيرلندا). لعب مع نادي مقاطعة ميدلسكس للكريكت ‏.